# دونالد راي كينارد
دونالد راي كينارد هو سياسي أمريكي، ولد في 11 أغسطس 1936 في باتون روج في الولايات المتحدة، وتوفي في 5 أغسطس 2011 بسبب أم الدم داخل القحف. نشط حزبياً في الحزب الديمقراطي والحزب الجمهوري. وقد انتخب عضو مجلس نواب لويزيانا ‏.